# 벤 테일러 (1927년)
벤저민 유진 테일러(영어: Benjamin Eugene Taylor, 1927년 9월 30일~1999년 5월 11일)는 미국의 프로 야구 선수로, 포지션은 1루수였다. 3시즌 동안 메이저 리그 베이스볼(MLB)의 세인트루이스 브라운스, 디트로이트 타이거스, 밀워키 브레이브스에서 모두 52경기에 출전했다.
메이저 리그에서 11시즌을 뛰었던 호크 테일러의 삼촌이다.